# Рифо, Рене-Феликс
Рене-Феликс Луи Жозеф Рифо́ (фр. René Félix Louis Joseph Riffaud; 19 декабря 1898 Джендуба, Тунис — 15 января 2007, Тони, Франция) — французский долгожитель. Один из четырёх последних французских ветеранов Первой мировой войны и последним участником войны, выжившим после газовой атаки.

## Биография
Родился в семье французского инженера из Юра, занятого в Северной Африке на строительстве автодорог. Был мобилизован в апреле 1917 г., проходил армейскую службу в качестве солдата 2-го класса в Северной Африке. В конце 1918, после службы в различных подразделениях французской армии, оказался в Арденнах.
В 1919 г. заболел туберкулёзом, лечился в госпитале. После выписки, в том же году служил в колониальной артиллерии. В 1924 году в Лионе часть была расформирована, и Рифо был демобилизован с назначением ему постоянной пенсии по инвалидности в связи с болезнью лёгких (хронический плеврит).
В 1933 году он основал строительную компанию электродвигателей в г. Коломб, где провёл всю оставшуюся жизнь.
Женился в 1930 году, его жена умерла в 1979 г., пережил Рифо и своего единственного сына.
Рене Рифо был самым младшим из четырёх последних французских ветеранов Первой мировой войны. В 108-летнем возрасте, 11 ноября 2006 года он принял участие на площади Триумфальной арки в Париже в мероприятиях, посвященных 88-й годовщине германско-французского перемирия 1918 года.
Последние годы своей жизни провел в доме для престарелых. Скончался 108-летний долгожитель в Тони департамента Эр.

## Награды
- Орден Почётного легиона
- Военный Крест 1914—1918
- Крест ветеранов
- Памятная медаль за участие в войне 1914—1918
- Медаль Победы (Франция)
- Медаль Признание нации